# Robert Žák
Robert Žák (* 6. května 1966) je český bývalý fotbalista, záložník a v současnosti fotbalový trenér.

## Fotbalová kariéra
V českých ligových soutěžích hrál za Slavii Praha, SK Hradec Králové a SK Dynamo České Budějovice. Mimo ČR působil v portugalském klubu FC Penafiel. V lize odehrál 138 utkání a dal 22 gólů. Za reprezentační tým do 16 let nastoupil ve 2 utkáních.

## Trenérská kariéra
Trenérskou kariéru začal jako asistent v 1. FK Příbram. Jako hlavní trenér trénoval prvoligové kluby SK Dynamo České Budějovice, FK Baník Most, FK Bohemians Praha a divizní FK Litvínov. V nejvyšší soutěži odkoučoval 46 zápasů, v nichž si připsal pouhých pět výher. V červenci 2011 se vrátil do Baníku Most a stal se ředitelem Fotbalové akademie Josefa Masopusta.